# István Kausz
István Kausz (Budapest, 18 de agosto de 1932-Budapest, 3 de junio de 2020) fue un deportista húngaro que compitió en esgrima, especialista en la modalidad de espada.
Participó en dos Juegos Olímpicos de Verano en los años 1960 y 1964, obteniendo una medalla de oro en Tokio 1964 en la prueba por equipos. Ganó cinco medallas en el Campeonato Mundial de Esgrima entre los años 1957 y 1963.

## Palmarés internacional
| Juegos Olímpicos   | Juegos Olímpicos            | Juegos Olímpicos  | Juegos Olímpicos   |
| Año                | Lugar                       | Medalla           | Prueba             |
| ------------------ | --------------------------- | ----------------- | ------------------ |
| 1964               | Tokio (Japón)               | Medalla de oro    | Espada por equipos |
| Campeonato Mundial |                             |                   |                    |
| Año                | Lugar                       | Medalla           | Prueba             |
| 1957               | París (Francia)             | Medalla de plata  | Espada por equipos |
| 1958               | Filadelfia (Estados Unidos) | Medalla de plata  | Espada por equipos |
| 1959               | Budapest (Hungría)          | Medalla de oro    | Espada por equipos |
| 1962               | Buenos Aires (Argentina)    | Medalla de oro    | Espada individual  |
| 1963               | Danzig (Polonia)            | Medalla de bronce | Espada por equipos |